# Otherside Picnic
Otherside Picnic (裏世界ピクニック?, Ura sekai pikunikku, lett. "Picnic nel mondo esteriore") è una serie di light novel di genere yuri scritta da Iori Miyazawa e illustrata da shirakaba. La serie viene serializzata dalla casa editrice Hayakawa Publishing sotto l'etichetta Hayakawa Bunko JA dal 23 febbraio 2017. Un adattamento manga, scritto sempre da Iori Miyazawa e disegnato da Eita Mizuno, viene pubblicato dalla casa editrice Square Enix dal 10 febbraio 2018 all'interno della rivista Monthly Shōnen Gangan. Un adattamento anime, prodotto dallo studio Liden Films e Felix Film, è andato in onda dal 4 gennaio al 22 marzo 2021.

## Trama
La serie si concentra su Sorawo Kamikoshi e Toriko Nishina, due giovani donne che scoprono delle entrate che conducono verso l'altro lato, che è un mondo misterioso e spesso terrificante costellato da mostri e pericolose entità provenienti da storie spaventose dell'internet. Queste entrate possono apparire dappertutto, ad esempio in un condominio fatiscente o premendo una certa combinazione su un ascensore, finché sia presente una seppur vaga connessione al soprannaturale. La serie segue le due donne nelle loro avventure sull'altro lato per conto della ricercatrice Kozakura e il laboratorio ed organizzazione per cui lavora, mentre cercano di approfondire la loro conoscenza di esso e le entità dietro di esso, e Toriko cerca di scoprire cosa è successo alla sua scomparsa co-esploratrice Satsuki Uruma. Col passare del tempo si intrecciano sempre di più con l'altro lato, finché non sembra che sia esso ad interessarsi a loro, compenetrando sempre più spesso con la realtà; e nel contempo la relazione tra le due protagoniste si approfondisce sempre di più.

## Personaggi
Sorawo Kamikoshi (紙越 空魚?, Kamikoshi Sorao)
Doppiata da: Yumiri Hanamori
Sorawo è la protagonista della serie. È una studentessa universitaria con un talento per le leggende metropolitane e l'esplorazione delle rovine. Ha trovato l'"Altro Lato" per caso e ha incontrato Toriko Nishina lì. Sorawo ha capelli e occhi neri lunghi fino al mento (tuttavia, a causa del contatto con un Kunekune, il suo occhio destro diventa blu). Per nascondere il suo innaturale occhio blu, Sorawo usa spesso una lente a contatto di colore marrone in pubblico. Indossa occhiali e spesso indossa abiti comodi, oltre all'abbigliamento alla moda il suo vestito principale include una felpa rossa con due stringhe bianche appese da ciascun lato, con una maglietta bianca sotto con jeans e scarpe da ginnastica. Sorawo è una persona timida e introversa che di solito preferisce stare da sola, non vuole essere disturbata e spesso mantiene le distanze dalle altre persone. C'era stato un tempo in cui aveva cercato di fare amicizia durante i suoi primi anni di università, partecipando ad alcune feste, ma alla fine non riusciva a tenere il passo, ed era troppo estenuante per lei, quindi decise di stare da sola. L'unica persona con cui si sente a suo agio è quando è con Toriko Nishina che ha incontrato nell'altro mondo.
Toriko Nishina (仁科 鳥子?, Nishina Toriko)
Doppiata da: Ai Kayano
Toriko è una ragazza misteriosa che ha incontrato Sorawo dall'altra parte mentre cercava la sua amica scomparsa, Satsuki Uruma. Toriko è una ragazza molto bella con i capelli color oro lunghi fino alla vita, scintillanti occhi indaco ed è molto alta. Sebbene all'inizio sembrasse misteriosa, Toriko è conosciuta come ottimista ed energica per la maggior parte del tempo, specialmente quando si trova intorno a Sorawo Kamikoshi e Kozakura. Fu amichevole quando incontrò Sorawo, e lasciò cadere gli onorifici subito dopo essersi presentata a lei. Da allora era stata a suo agio con Sorawa, certa che sarebbero andati d'accordo. È spensierata, non si trattiene quando lei e Sorawo esplorano l'altro mondo o quando festeggiano dopo la spedizione. Preferisce rivolgersi senza onorifici a persone con cui pensa di essere amica o vicina. È anche affidabile e spesso sarebbe quella che agisce o pensa velocemente durante le situazioni per aiutare Sorawo quando necessario.
Kozakura (小桜?)
Doppiata da: Rina Hidaka
Kozakura è una giovane donna minuta con i capelli bianchi lunghi fino a metà schiena e gli occhi castano chiaro. Kozakura parla in modo schietto che detesta il comportamento Toriko. Lei, tuttavia, tollera il comportamento di Toriko mentre fa di tutto per cercare la misteriosa terra nell'altro mondo,nella speranza di trovare la sua amica Satsuki Uruma. Nonostante il suo atteggiamento schietto e insensibile nei confronti della coppia, si prende cura di loro e si prende cura di loro, a volte mostrando preoccupazione ogni volta che vanno dall'altra parte.
Satsuki Uruma (閏間 冴月?, Uruma Satsuki)
Satsuki è l'amica scomparsa di Kozakura e di Toriko Nishina. Satsuki è descritta come una donna alta con la pelle pallida, lunghi capelli neri, indossa occhiali dalla montatura spessa e ha uno sguardo sgradevole nei suoi occhi. Satsuki è nota per essere carismatica ed è in grado di affascinare tutti coloro che le si avvicinano. È nota per avere l'abitudine di trattare le persone come strumenti, piuttosto che come persone, e quando le persone cessavano di essere utili a lei, perdeva interesse per loro.
Akari Seto (瀬戸 茜理?, Seto Akari)
Doppiata da: Miyu Tomita
Akari è una studente del primo anno con capelli castani corti da ragazzo che ha la frangia spazzata sul lato sinistro e gli occhi marroni. Ha una personalità vivace, amichevole ed energica che è anche spensierata e sofisticata, non preoccupandosi di ciò che gli altri pensano di lei.
Yōichirō Migiwa (汀 曜一郎?, Migiwa Yōichirō)
Doppiata da: Miyuri Shimabukuro
Yōichirō è l'attuale direttore dell'organizzazione DS Lab. Yōichiro è un uomo alto con braccia e gambe lunghe, un viso magro con le guance infossate e i suoi lunghi capelli ricci erano ordinatamente sistemati. Si tratta di un ragazzo amichevole che parla sempre educatamente con le altre persone. Si porta in modo maturo, rendendo difficile essere certi della sua età. È anche bravo a prendersi cura delle persone, probabilmente a causa del suo lavoro di direttore al DS Lab, che si occupa delle vittime dell'altra parte.
Natsumi Ichikawa (市川 夏妃?, Ichikawa Natsumi)
Natsumi è un'amica d'infanzia e migliore amica di Akari che vive vicino all'università frequentata da Akari e Sorawo. Natsumi è una giovane donna con lunghi capelli rossi legati in una coda di cavallo dietro la testa con la frangia appesa sul lato destro.

## Media

### Light novel
La serie viene pubblicata dalla casa editrice Hayakawa Publishing sotto l'etichetta Hayakawa Bunko JA pubblicando il primo volume il 23 febbraio 2017. Al 19 marzo 2025, sono stati pubblicati un totale di 10 volumi. In Italia, la serie è inedita.
| Nº | Data di prima pubblicazione | Data di prima pubblicazione | Data di prima pubblicazione |
| Nº | Giapponese                  | Giapponese                  |                             |
| -- | --------------------------- | --------------------------- | --------------------------- |
| 1  | 23 febbraio 2017            | ISBN 978-4-15-031264-0      |                             |
| 2  | 19 ottobre 2017             | ISBN 978-4-15-031264-0      |                             |
| 3  | 20 novembre 2018            | ISBN 978-4-15-031351-7      |                             |
| 4  | 19 dicembre 2019            | ISBN 978-4-15-031408-8      |                             |
| 5  | 17 dicembre 2020            | ISBN 978-4-15-031448-4      |                             |
| 6  | 17 marzo 2021               | ISBN 978-4-15-031476-7      |                             |
| 7  | 16 dicembre 2021            | ISBN 978-4-15-031509-2      |                             |
| 8  | 24 gennaio 2023             | ISBN 978-4-15-031542-9      |                             |
| 9  | 22 maggio 2024              | ISBN 978-4-15-031573-3      |                             |
| 10 | 19 marzo 2025               | ISBN 978-4-15-031590-0      |                             |

### Manga

Copertina del primo volume dell'edizione italiana raffigurante Sorawo Kamikoshi e Toriko Nishina

Un adattamento manga ha iniziato la serializzazione il 10 febbraio 2018 sulla rivista Monthly Shōnen Gangan edita dalla casa editrice Square Enix; il primo volume tankōbon è stato pubblicato il 10 febbraio 2018 mentre l'ultimo, il quattordicesimo, è uscito il 12 marzo 2025. Il manga è scritto da Iori Miyazawa e disegnato da Eita Mizuno. In Italia, il manga venne pubblicato da Panini Comics sotto l'etichetta Planet Manga dal 29 settembre 2022. Al 31 ottobre 2024, sono stati distribuiti un totale di 13 volumi dell'edizione italiana.
| 1  | 22 agosto 2018 | ISBN 978-4-7575-5805-2 | 29 settembre 2022 | ISBN 978-88-287-2095-9 |
| 1  | Capitoli - 1. Caccia al Kunekune (prima parte) - 2. Caccia al Kunekune (seconda parte) - 3. Hasshaku-sama Survival (prima parte) - 4. Hasshaku-sama Survival (seconda parte) - 5. Hasshaku-sama Survival (terza parte) - Extra. Consegna a mezzanotte della sorellona Yozakura |                        |                   |                        |
| 2  | 9 gennaio 2019 | ISBN 978-4-7575-5973-8 | 1º dicembre 2022  | ISBN 978-88-287-2391-2 |
| 3  | 9 agosto 2019 | ISBN 978-4-7575-6235-6 | 16 febbraio 2023  | ISBN 978-88-287-2957-0 |
| 4  | 12 marzo 2020 | ISBN 978-4-7575-7000-9 | 23 marzo 2023     | ISBN 978-88-287-4307-1 |
| 5  | 11 dicembre 2020 | ISBN 978-4-7575-6548-7 | 18 maggio 2023    | ISBN 978-88-287-4477-1 |
| 6  | 12 marzo 2021 | ISBN 978-4-7575-7150-1 | 27 luglio 2023    | ISBN 978-88-287-4985-1 |
| 7  | 12 ottobre 2021 | ISBN 978-4-7575-7525-7 | 28 settembre 2023 | ISBN 978-88-287-5619-4 |
| 8  | 12 ottobre 2021 | ISBN 978-4-7575-7807-4 | 23 novembre 2023  | ISBN 978-88-287-7523-2 |
| 9  | 12 settembre 2022 | ISBN 978-4-7575-8133-3 | 25 gennaio 2024   | ISBN 978-88-287-7592-8 |
| 10 | 10 marzo 2023 | ISBN 978-4-7575-8465-5 | 28 marzo 2024     | ISBN 978-88-287-8257-5 |
| 11 | 12 settembre 2023 | ISBN 978-4-7575-8785-4 | 26 settembre 2024 | ISBN 978-88-287-9448-6 |
| 12 | 12 marzo 2024 | ISBN 978-4-7575-9095-3 | 31 ottobre 2024   | ISBN 979-12-21900-65-1 |
| 13 | 10 ottobre 2024 | ISBN 978-4-7575-9467-8 | 27 marzo 2025     | ISBN 979-12-21913-33-0 |
| 14 | 12 marzo 2025 | ISBN 978-4-7575-9731-0 | 28 agosto 2025    | ISBN 979-12-21925-04-3 |

### Anime

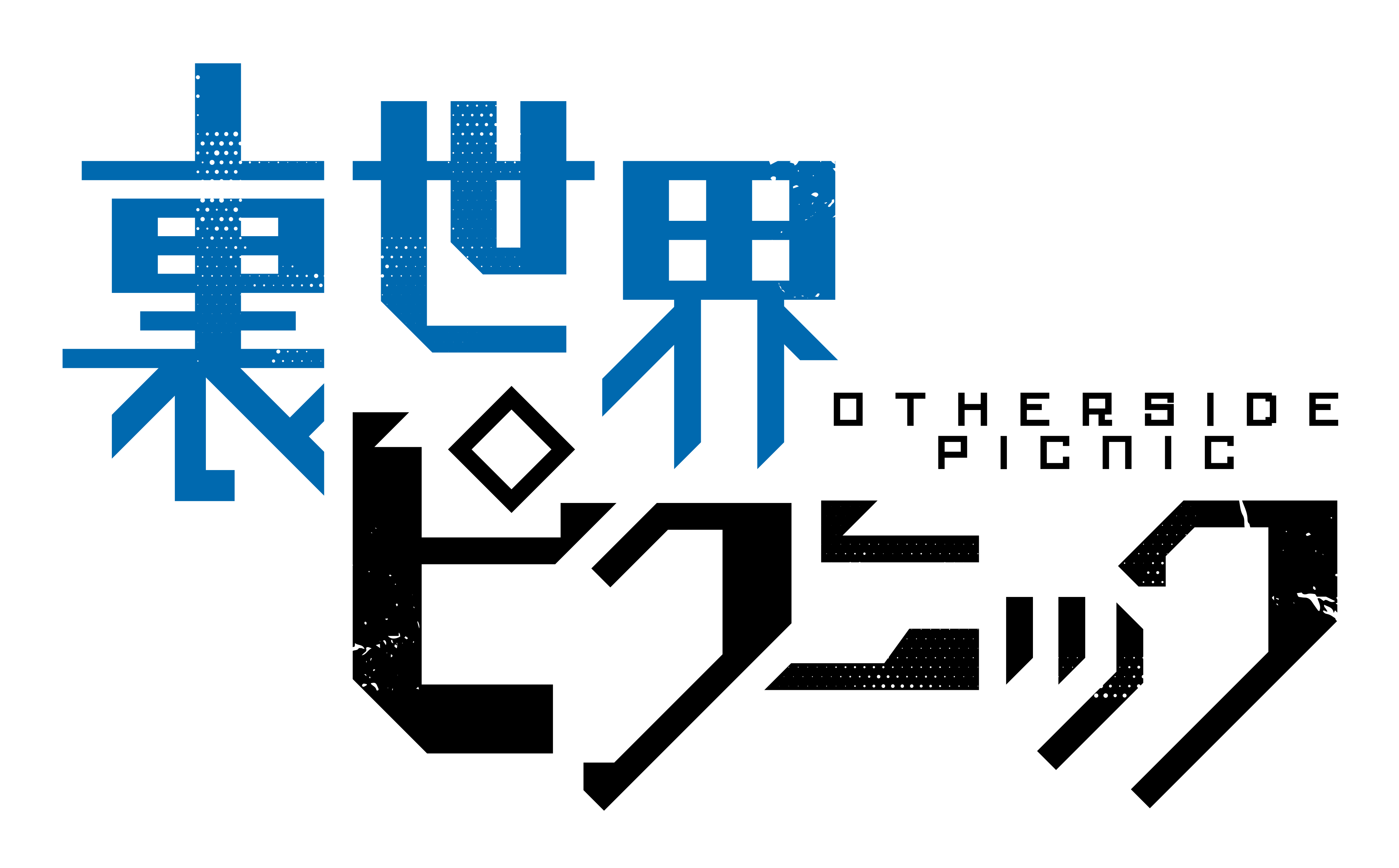
Logo della serie

L'anime, prodotto da Liden Films e Felix Film è stato annunciato il 5 marzo 2020. È stato diretto e scritto da Takuya Satō. Ayumi Nishihata si è occupato del character design e Takeshi Watanabe ha composto la colonna sonora. La serie è andata in onda dal 4 gennaio al 22 marzo 2021 su AT-X, Tokyo MX, SUN e BS11. La sigla di apertura è Minikui ikimono (醜い生き物? lett. "Brutta creatura") cantata da CHiCO with HoneyWorks, mentre la sigla di chiusura è You & Me di Miki Satō.
In Italia, la serie è inedita, mentre è stata distribuita in altri Paesi come la Germania con i diritti acquistati da KSM Anime, nel sud-est asiatico dove è stata distribuita da Medialink che ha pubblicato la serie in streaming su YouTube e Bilibili, in America del Nord da Funimation che l'ha pubblicata su Crunchyroll.

#### Episodi
| Nº | Giapponese 「Kanji」 - Rōmaji                                      | In onda          | In onda |
| Nº | Giapponese 「Kanji」 - Rōmaji                                      | Giapponese       |         |
| 1  | 「くねくねハンティング」 - Kunekune hantingu                       | 4 gennaio 2021   |         |
| 2  | 「八尺様サバイバル」 - Hasshaku-sama sabaibaru                     | 11 gennaio 2021  |         |
| 3  | 「巨頭の村」 - Kyotō no mura                                       | 18 gennaio 2021  |         |
| 4  | 「時間、空間、おっさん」 - Jikan, kūkan, ossan                     | 25 gennaio 2021  |         |
| 5  | 「ステーション・フェブラリー」 - Sutēshon feburarī                 | 1º febbraio 2021 |         |
| 6  | 「ミート・トレイン」 - Mīto torein                                 | 8 febbraio 2021  |         |
| 7  | 「果ての浜辺のリゾートナイト」 - Hate no hamabe no rizōto naito    | 15 febbraio 2021 |         |
| 8  | 「猫の忍者に襲われる」 - Neko no ninja ni osowareru                | 22 febbraio 2021 |         |
| 9  | 「サンヌキさんとカラテカさん」 - Sannuki-san to karateka-san       | 1º marzo 2021    |         |
| 10 | 「エレベーターで焼肉に行く方法」 - Erebētā de yakiniku ni iku hōhō | 8 marzo 2021     |         |
| 11 | 「きさらぎ駅米軍救出作戦」 - Kisaragi eki beigun kyūshutsu sakusen | 15 marzo 2021    |         |
| 12 | 「空魚と鳥子」 - Sorao to Toriko                                   | 22 marzo 2021    |         |